# منتخب ترينيداد وتوباغو لكرة القدم الشاطئية
منتخب ترينيداد وتوباغو لكرة القدم الشاطئية  هو ممثل ترينيداد وتوباغو الرسمي في المنافسات الدولية في كرة القدم، وكرة قدم شاطئية 
، يديريه اتحاد ترينيداد وتوباغو لكرة القدم.